# Хамзин, Ильяс Аянович
Ильяс Аянович Хамзин (род. 21 сентябрь 1991) — российский боец смешанных единоборств казахского происхождения. Победитель Кубка России, финалист первенства России и участник первенства Европы по Кикбокс. В смешанных единоборствах провёл девять поединков, из которых в семи одержал победы.

## Биография
Родился в Омской области. Национальность= Казах. Занимался кикбоксингом и тайским боксом, но после знакомства с Петром Яном перешел в смешанные единоборства. Удушающие приемы учился делать по компьютерной игре UFC.
Решение дебютировать на профессиональном уровне принял после перехода Петра Яна из ACB в UFC. Хамзин отправился на первый бой Яна в качестве секунданта и остался под впечатлением от организации. Петр Ян договорился с менеджментом лиги RCC: Russian Cagefighting Championship об организации первого боя. В сентябре 2018 года Хамзин дебютировал в Екатеринбурге с досрочной победы над Дмитрием Гильмутдиновым. После этого поединка Хамзин переехал в Екатеринбург, чтобы тренироваться в команде "Архангел Михаил" вместе с Петром Яном.
В декабре 2019 года бойца пригласили выступить на номерном турнире RCC, где решением судей одержал победу над Улукбеком Оскановым.
В январе Петр Ян заявил, что попросит президента UFC Дана Уайта подписать Хамзина в UFC, если сам получит титульный шанс.

## Статистика профессиональных боев
| Боёв 7   | Побед 6 | Поражений 1 |
| -------- | ------- | ----------- |
| Нокаутом | 5       | 1           |
| Сдачей   | 0       | 0           |
| Решением | 1       | 0           |

| Результат | Рекорд | Соперник             | Способ                               | Турнир                                  | Дата             | Раунд | Время | Место                                         | Примечание |
| --------- | ------ | -------------------- | ------------------------------------ | --------------------------------------- | ---------------- | ----- | ----- | --------------------------------------------- | ---------- |
| Победа    | 6-1    | Дмитрий Гаврилов     | Нокаут                               | RCC: Intro 9                            | 10 октября 2020  | 1     | 2:00  | Академия единоборств РМК Екатеринбург, Россия |            |
| Победа    | 5-1    | Алексей Чернявский   | Технический нокаут (остановка судьи) | RCC: Road to the PFL                    | 22 февраля 2020  | 1     | 3:32  | Академия единоборств РМК Екатеринбург, Россия |            |
| Победа    | 4-1    | Улугбек Осканов      | Решение судей                        | RCC7: Russian Cagefighting Championship | 14 декабря 2019  | 3     | 5:00  | КРК «Уралец» Екатеринбург, Россия             |            |
| Победа    | 3-1    | Алексей Голубовский  | Технический нокаут (остановка судьи) | RCC: Intro 5                            | 14 сентября 2019 | 2     | 2:50  | Академия единоборств РМК Екатеринбург, Россия |            |
| Победа    | 2-1    | Олег Найденов        | Нокаут (удар ногой)                  | RCC: Intro 3                            | 9 марта 2019     | 1     | 1:40  | Академия единоборств РМК Екатеринбург, Россия |            |
| Поражение | 1-1    | Артур Свиридов       | Нокаут (удар ногой в голову)         | RCC4: Russian Cagefighting Championship | 27 октября 2018  | 1     | 0:40  | Академия единоборств РМК Екатеринбург, Россия |            |
| Победа    | 1-0    | Дмитрий Гильмутдинов | Нокаут                               | RCC: Intro 1                            | 1 сентября 2018  | 1     | 1:00  | Академия единоборств РМК Екатеринбург, Россия |            |